# Tweede afgeleide
De tweede afgeleide van een functie is de afgeleide van de afgeleide van die functie, dus de functie die verkregen wordt door de oorspronkelijke functie tweemaal te differentiëren, alles onder de veronderstelling dat de afgeleiden bestaan. De tweede afgeleide geeft dus de mate van verandering aan van de eerste afgeleide. Net als de eerste afgeleide speelt ook de tweede een rol in het functieonderzoek, onder andere bij het bepalen van extreme punten van een functie en het bepalen van buigpunten.
De derde afgeleide is op dezelfde manier de mate van verandering van de tweede afgeleide.

## Voorbeeld
We bepalen de tweede afgeleide van de functie:
{\displaystyle f(x)={\tfrac {1}{2}}x^{3}+e^{x}+4x-6}
De eerste afgeleide is dan:
{\displaystyle f'(x)={\tfrac {3}{2}}x^{2}+e^{x}+4}
De tweede afgeleide is de afgeleide van de eerste afgeleide:
{\displaystyle f''(x)=\left({\tfrac {3}{2}}x^{2}+e^{x}+4\right)'=3x+e^{x}}

### Schrijfwijzen
De tweede afgeleide van een functie {\displaystyle y=f(x)} kan op meer manieren worden geschreven, bijvoorbeeld als:
{\displaystyle f''(x),\ {\frac {\mathrm {d} ^{2}f}{\mathrm {d} x^{2}}},\ f^{(2)}(x)}
In deze notatie kan {\displaystyle f} steeds vervangen worden door {\displaystyle y}.

## Toepassingen
De eerste afgeleide wordt gebruikt om de steilheid, richtingscoëfficiënt, van een grafiek te achterhalen. Door de punten waar de afgeleide 0 is nader te onderzoeken, kunnen ook maxima en minima bepaald worden. In dat nadere onderzoek speelt de tweede afgeleide een rol. Door middel van de eerste afgeleide is te zien of een grafiek daalt of stijgt. De grafiek kan dan echter nog steeds toenemend dalen/stijgen, of afnemend dalen/stijgen, of lineair zijn. Welke van de drie het is, is te achterhalen met de tweede afgeleide.
De tweede afgeleide speelt echter ook nog een rol bij het bepalen van buigpunten. Hiermee kan worden bepaald of de grafiek overgaat van bol (convex) naar hol (concaaf) of van hol naar bol. Men kan de buigpunten vinden door de tweede afgeleiden gelijk te stellen aan 0.
{\displaystyle f''(x)=0}.
Een punt waar de tweede afgeleide gelijk aan 0 is, is alleen een buigpunt als de tweede afgeleide in dat punt van teken wisselt.

## Voorbeeld
Neem als voorbeeld de functie
{\displaystyle f(x)={\tfrac {1}{5}}x^{3}}
Zoals te zien is, stijgt de grafiek over het hele interval [-5,5]. Ook blijkt dat in de oorsprong de richtingscoëfficiënt gelijk is aan 0. Weliswaar is de functie op [-5,5] stijgend, maar de mate van stijging varieert. Dat de functie stijgend is, ziet men aan de eerste afgeleide, want deze is nergens negatief:
{\displaystyle f'(x)={\tfrac {3}{5}}x^{2}}
Het minimum van de afgeleide is 0 (in het punt {\displaystyle x=0}). Dat betekent dat de grafiek in het punt {\displaystyle x=0} horizontaal verloopt.
De eerste afgeleide laat zien dat de functie stijgend is, maar de mate van stijging blijkt uit de tweede afgeleide.
{\displaystyle f''(x)={\tfrac {6}{5}}x}
Deze is negatief voor negatieve waarden van {\displaystyle x} en positief voor positieve waarden. De grafiek stijgt dus toenemend vanaf {\displaystyle x=0} en afnemend tot {\displaystyle x=0}.
NB: Aan de tweede afgeleide is niet te zien of de grafiek al dan niet stijgt of daalt, maar alleen of hij toenemend of afnemend stijgt of daalt.